# Karl von Auersperg
Karl Graf von Auersperg, avstrijski general, * 12. november 1843, † 20. februar oz. 20. marec 1926.

## Življenjepis
1. decembra 1918 je bil upokojen.

## Pregled vojaške kariere
Napredovanja
- generalmajor: 1. maj 1896 (retroaktivno z dnem 28. aprilom 1896)
- podmaršal: 1. november 1899 (retroaktivno z dnem 27. oktobrom 1899)
- general konjenice: 1. november 1906 (retroaktivno z dnem 27. oktobrom 1906)